# Fritänkareförbundet
Fritänkareförbundet (eller Svenska fritänkareförbundet), var en svensk kristendomskritisk förening, bildad 1894. Föreningen utgav tidskriften Nya sanningar: organ för Sveriges fritänkare 1895–1897, följd av Fria tankar: organ för forskning och fri tanke 1897–1898, liksom skriftserien Fritänkareförbundets ströskrifter.
Bland de aktiva i den lilla föreningen återfanns Ernst Hellborg och Carl G. Schröder, båda också aktiva inom arbetarrörelsen, och bland publikationer utgivna av förbundet återfinns Schröders Jesu öfvernaturliga födelse, Hellborgs På vers och Denis Diderots Samtal mellan en filosof och en marskalkinna (sammanfattat och öfversatt af Ellen Key) (alla tre utgivna 1898).
Föreningen tycks ha insomnat en bit in på 1900-talet och ett försök att väcka liv i den blev kortlivat; tidskriften Nya fritänkaren ("organ för Svenska fritänkareförbundet, S.A.T:s svenska fritänkaresektion och I.P.F.") utkom med två nummer 1929, dess efterföljare Ateisten blott med ett nummer 1930.